# Kanton La Couronne
Kanton La Couronne (fr. Canton de La Couronne) je francouzský kanton v departementu Charente v regionu Poitou-Charentes. Skládá se ze sedmi obcí.

## Obce kantonu
- La Couronne
- Fléac
- Nersac
- Puymoyen
- Roullet-Saint-Estèphe
- Saint-Michel
- Vœuil-et-Giget